# Rafael Esquivel
Rafael Esquivel Melo (Tenerife, España; 16 de agosto de 1946) es un dirigente de fútbol español nacionalizado venezolano que se desempeñó como presidente de la Federación Venezolana de Fútbol (FVF) desde el año 1988 y primer vicepresidente de la CONMEBOL.

## Biografía
A los 4 años de edad emigra a Venezuela con su familia escapando de la dictadura de Francisco Franco en España. Con 16 años, entró al mundo de la banca donde a lo largo de los años ocupó varios cargos. Ya como gerente de una agencia, lo trasladaron a la isla de Margarita para que abriera una nueva sucursal. Tras su llegada, comenzó a jugar a fútbol en el equipo del banco y se percató de que la región no tenía asociación deportiva, por lo que organizó todo lo necesario para crear la Asociación de Fútbol del estado Nueva Esparta, la cual presidió desde su nacimiento en 1972. En la isla, Esquivel y su familia se asentaron como empresarios. Comenzaron manejando salas de cine y después adquirieron más propiedades hasta formar la empresa Digasmar (Distribución de Gasolina de Margarita).
Para 1986 se retira de la banca y al año siguiente llega a la vicepresidencia de la Federación Venezolana de Fútbol (FVF) durante la gestión de René Hemmer, quien fallece en 1988. En ese mismo año, Esquivel ganó la primera de 10 elecciones consecutivas a la presidencia de la FVF, puesto que ocupa hasta 2017.

## Arresto por corrupción
El 27 de mayo de 2015 es arrestado por el FBI en Suiza y pedido en extradición hacia los Estados Unidos en un presunto caso de corrupción, con otros 9 altos funcionarios de la FIFA por las elecciones en las sedes de las Copas Mundiales de Fútbol de 2018 y 2022. El 23 de septiembre de 2015 se aprobó su extradición a Estados Unidos.

## En los medios populares
- El actor chileno Gonzalo Robles interpretó a Esquivel en la serie original de Amazon Prime Video de 2020 El Presidente.